# Selektivní modulátor receptoru estrogenu
Selektivní modulátor receptoru estrogenu nebo také selektivní modulátor estrogenového receptoru (SERM) je léčivem, které působí na estrogenní receptor (ER).  Specifickou vlastností, která tyto látky odlišuje od čistých agonistů a antagonistů ER, tj. úplných agonistů a tichých antagonistů, je jejich rozdílné působení v různých tkáních, což umožňuje selektivně inhibovat nebo stimulovat estrogenní účinky v těchto tkáních.

## Lékařské použití
SERM se používá pro různé nemoci spojené s estrogenem, včetně léčby ovulační dysfunkce při léčbě neplodnosti, léčby a prevence postmenopauzální osteoporózy, léčby a snížení rizika rakoviny prsu  a léčby dyspareunie způsobené menopauzou. SERM se také používá v kombinaci s konjugovanými estrogeny určenými pro léčbu symptomů deficitu estrogenu a vazomotorickými příznaky spojenými s menopauzou.  SERM má užití v závislosti na účincích v různých tkáních:

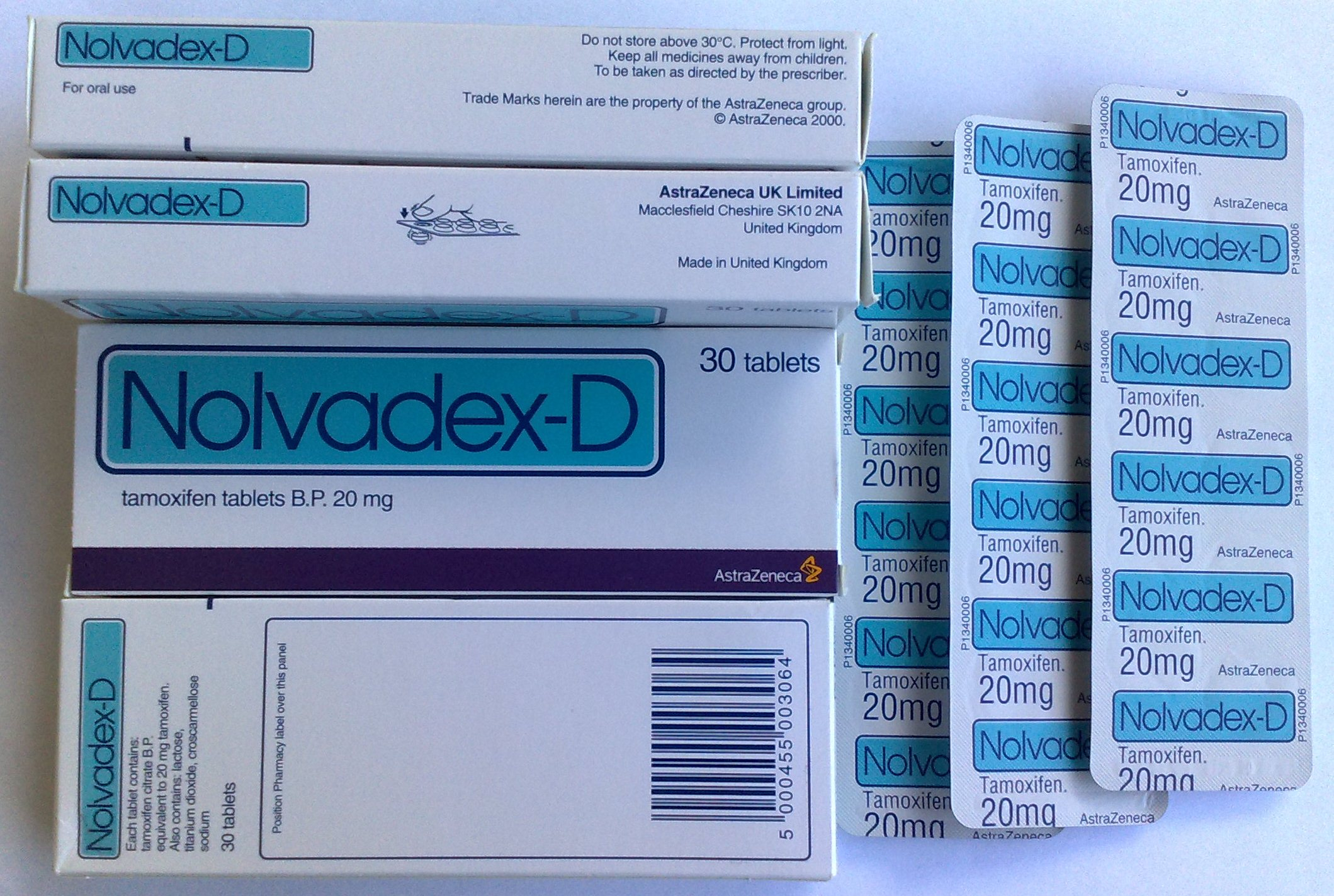
Obrázek 2: Nolvadex (tamoxifen) 20mg tablet (UK)

- Tamoxifen je průkopník hormonální léčby ER-pozitivního metastatického karcinomu prsu. Používá se ke snížení rizika rakoviny prsu u žen s vysokým rizikem a jako adjuvantní léčba negativně axiálně uzlinového a uzlinově pozitivního duktálního karcinomu in situ. [3] [4] Léčba tamoxifenem je také užitečná při řídnutí kostí a krevních lipidů u postmenopauzálních žen. Nežádoucí účinky zahrnují návaly horka a závažnější je dvou až trojnásobně vyšší relativní riziko vzniku rakoviny endometria ve srovnání s ženami stejného věku. [4] [2]
- Toremifen jako chloridový derivát tamoxifenu, způsobuje v játrech méně aduktů DNA, než bylo pozorováno u tamoxifenu v předklinických studiích, a byl vyvinut kvůli omezení jaterních karcinomů. Používá se jako endokrinní terapie u žen s ER / PR pozitivním stadiem 4 nebo s recidivujícím metastatickým karcinomem prsu [5] a byla prokázána podobná jako u tamoxifenu při adjuvantní léčbě rakoviny prsu a při léčbě metastatického karcinomu prsu. [4]
- Raloxifen se používá k prevenci a léčbě postmenopauzální osteoporózy a k prevenci rakoviny prsu u vysoce rizikových postmenopauzálních žen s osteoporózou. [3] Předklinické a klinické zprávy naznačují, že je pro léčbu osteoporózy podstatně méně účinný než estrogen. Je také spojen s přijatelným rizikem endometria a neprokázal se účinek podobný tamoxifenu v děloze, ale byl spojen s nežádoucími účinky např. žilní tromboembolie a vazomotorické příznaky, včetně návalů horka. [2]
- Ospemifen je analogický metabolit toremifenu. Na rozdíl od tamoxifenu není toremifen potkanním hepatokarcinogenem, a proto ospemifen je také bezpečnější SERM než tamoxifen. [2] Používá se k léčbě středně těžké až těžké dyspareunie, což je příznak vulvální a vaginální atrofie spojené s menopauzou. Klinické údaje o rakovině prsu nejsou k dispozici, ale údaje in vitro a in vivo naznačují, že ospemifen může mít chemopreventivní aktivitu v prsní tkáni. [4]
- Bazedoxifen se používá při léčbě osteoporózy u postmenopauzálních žen s vyšším rizikem zlomenin. Bylo prokázáno, že je relativně bezpečný a dobře snášen. Nemá žádnou stimulaci prsu nebo endometrií a v prvních dvou letech vzniká malý nárůst v žilní tromboembolíi a je dlouhodobě podobný ostatním SERM. Výhodou bazedoxifenu oproti raloxifenu je zvyšěná aktivita endoteliální syntázy oxidu dusnatého a neinterfence efektu 17p-estradiolu na vasomotorické symptomy. [3]

První tkáňově selektivní estrogenní komplex (TSEC) kombinuje konjugované estrogeny a bazedoxifen pro spojení jejich působení. Kombinovaná léčba se používá při léčbě středně závažných až závažných vazomotorických příznaků spojených s menopauzou, prevence postmenopauzální osteoporózy a léčby symptomů estrogenní nedostatečnosti u žen, které nejsou hysterektomizované po menopauze. Tato kombinace umožňuje výhody estrogenu s ohledem na úlevu vazomotorických příznaků bez estrogenní stimulace endometria.  

### Dostupné formy
| název       | Značka název | Schválené způsoby použití                                     | Zahájení | Poznámky                                   |
| ----------- | ------------ | ------------------------------------------------------------- | -------- | ------------------------------------------ |
| Anordrin    | Zi Yun       | Nouzová antikoncepce                                          | 1970     | Pouze v Číně , v kombinaci s mifepristonem |
| Bazedoxifen | Duavee       | Předcházení osteoporózy                                       | 2013     | V kombinaci s konjugovanými estrogeny      |
| Broparerol  | Acnestrol    | Dermatologie ; Léčba rakoviny prsu                            | 1970     | Ukončeno                                   |
| Clomifen    | Clomid       | Ženská neplodnost ( asistovaná reprodukce , indukce ovulace ) | 1967     |                                            |
| Cyklofenil  | Sexovid      | Ženská neplodnost (asistovaná reprodukce, indukce ovulace)    | 1970     | Převážně přerušeno                         |
| Lasofoxifen | Fablyn       | Prevence osteoporózy, léčba; Vaginální atrofie                | 2009     | Pouze v Litvě a Portugalsku                |
| Ormeloxifen | Saheli       | Hormonální antikoncepce                                       | 1991     | Jen v Indii                                |
| Ospemifen   | Osphena      | Dyspareunie (spojená s vaginální atrofií)                     | 2013     |                                            |
| Raloxifen   | Evista       | Prevence osteoporózy, léčba; Předcházení rakovině prsu        | 1997     |                                            |
| Tamoxifen   | Nolvadex     | Léčba rakoviny prsu                                           | 1978     |                                            |
| Toremifen   | Fareston     | Léčba rakoviny prsu                                           | 1997     |                                            |

## Farmakologie

### Farmakodynamika
SERM jsou konkurenčními částečnými agonisty ER.  Různé tkáně mají různé stupně citlivosti na aktivitu endogenních estrogenů , takže SERM produkují estrogenní nebo antiestrogenní účinky v závislosti na konkrétní specifické tkáni, stejně jako procento vnitřní aktivity (IA) SERM.  Příkladem SERM s vysokým IA a tedy převážně estrogenními účinky je chlorotrianisen , zatímco příkladem SERM s nízkým IA a tedy převážně antiestrogenními účinky je ethamoxytriphetol . SERM typu klomifen a tamoxifen jsou relativně v průměru IA za současné rovnováhy estrogenní a antiestrogenní aktivity. Raloxifen je více antiestrogenní SERM než tamoxifen; oba jsou estrogenní v kostech, ale raloxifen je antiestrogenní v děloze, zatímco tamoxifen je v této části těla estrogenní. 
| Estradiol                                                                                             | + | + | + | + | + | + | + | + | + | + |
| "Ideal SERM"                                                                                          | – | + | + | – | ± | ± | – | + | + | ± |
| Bazedoxifene                                                                                          | – | + | + | + | + | ? | – | ± | – | ? |
| Clomifene                                                                                             | – | ? | ? | ? | + | + | ? | ? | – | ± |
| Lasofoxifene                                                                                          | – | + | + | + | ? | ? | ± | ± | – | ? |
| Ospemifene                                                                                            | – | + | + | + | + | + | ± | ± | – | ± |
| Raloxifene                                                                                            | – | + | + | + | + | + | ± | – | – | ± |
| Tamoxifen                                                                                             | – | + | + | + | + | + | + | – | – | ± |
| Toremifene                                                                                            | – | + | + | + | + | + | + | – | – | ± |
| Effect: + = Estrogenic / agonistic. ± = Mixed or neutral. – = Antiestrogenic / antagonistic. Sources: |   |   |   |   |   |   |   |   |   |   |

#### Vazebná místa

Obrázek 3: Doménové struktury ERα a ERβ, včetně některých známých fosforylačních míst, které se podílejí na regulaci nezávislé na ligandu.

SERM působí na estrogenní receptor (ER), který je intracelulárním na ligandu závislým transkripčním aktivátorem a patří do rodiny nukleových receptorů .  Byly identifikovány dva různé podtypy ER, ERα a ERβ . ERα je považováno za hlavní médium, přes které jsou estrogenní signály transdukovány do fáze transkripce a jsou převládajícím ER v ženském reprodukčním traktu a mléčných žlázách, zatímco ERp je primárně ve vaskulárních endoteliálních buňkách , kostní a mužské tkáni prostaty.  Koncentrace ERa a ERp jsou různé v tkáních během vývoje, stárnutí nebo patologického stavu.  Mnoho charakteristik je podobných mezi těmito typy, např. velikost (~ 600 a 530 aminokyselin) a struktura. ER a ERp sdílí přibližně 97% identity sekvence aminokyselin v doméně vázající DNA a přibližně 56% v doméně vázající ligand.   Hlavní rozdíl v doménách vázajících ligand je dán Leu -384 a Met- 421 v ERa, které jsou nahrazeny Met-336 a Ile- 373 v ERp.  Různost jna N-konci mezi ERa a ERβ je podstatně větší. 
Doména vázající DNA sestává ze dvou subdomén . Jedna s proximální strukturou, která se podílí na rozpoznávání DNA, zatímco druhá obsahuje distální strukturu zodpovědnou za DNA dimerizaci domény závislou na DNA. Proximální sekvence struktury je totožná s ERa a ERβ, což naznačuje podobnou specificitu a afinitu mezi oběma podskupinami. Globulární proteiny vázající DNA obsahují osm cysteinů a umožňují tetrahedrální koordinaci dvou iontů zinku . Tato koordinace umožňuje reakci vazby ER na estrogen.  Doména vázající ligand je globulární, třívrstvá struktura vyrobená z 11 helixů a obsahuje kapsu pro přírodní nebo syntetický ligand.   Faktory ovlivňují vazebnou afinitu jsou zejména fenolová část, velikost a tvar molekul, dvojité vazby a hydrofobicita . 
Odlišné polohování aktivační funkce 2 (AF-2) helixu 12 v doméně vázající ligandu navázaným ligandem určuje, zda má ligand agonistický a antagonistický účinek. U receptorů vázaných na agonisty je šroubovice 12 umístěna přilehle ke spirálám 3 a 5. Helixy 3, 5 a 12 spolu tvoří vazebnou plochu pro motiv NR boxu obsažený v koaktivátorech s kanonickou sekvencí LXXLL (kde L představuje leucin nebo isoleucin a X je libovolná aminokyselina). Nežádoucí (apo) receptory nebo receptory navázané na antagonistické ligandy otáčí šroubovici 12 od povrchu LXXLL a vede k preferenční vazbě na delší na leucin bohatý motiv LXXXIXXX (I / L), přítomný na korepresorech NCoR1 nebo SMRT. Kromě toho se některé kofaktory vážou k ER prostřednictvím terminálů, na vazebná místa DNA nebo jiná vazebná místa. Tak může být jedna látka současně ER agonistou v tkáni bohaté na koaktivátory, a ER antagonistou v tkáni bohaté na korepresory . 

### Mechanismus účinku

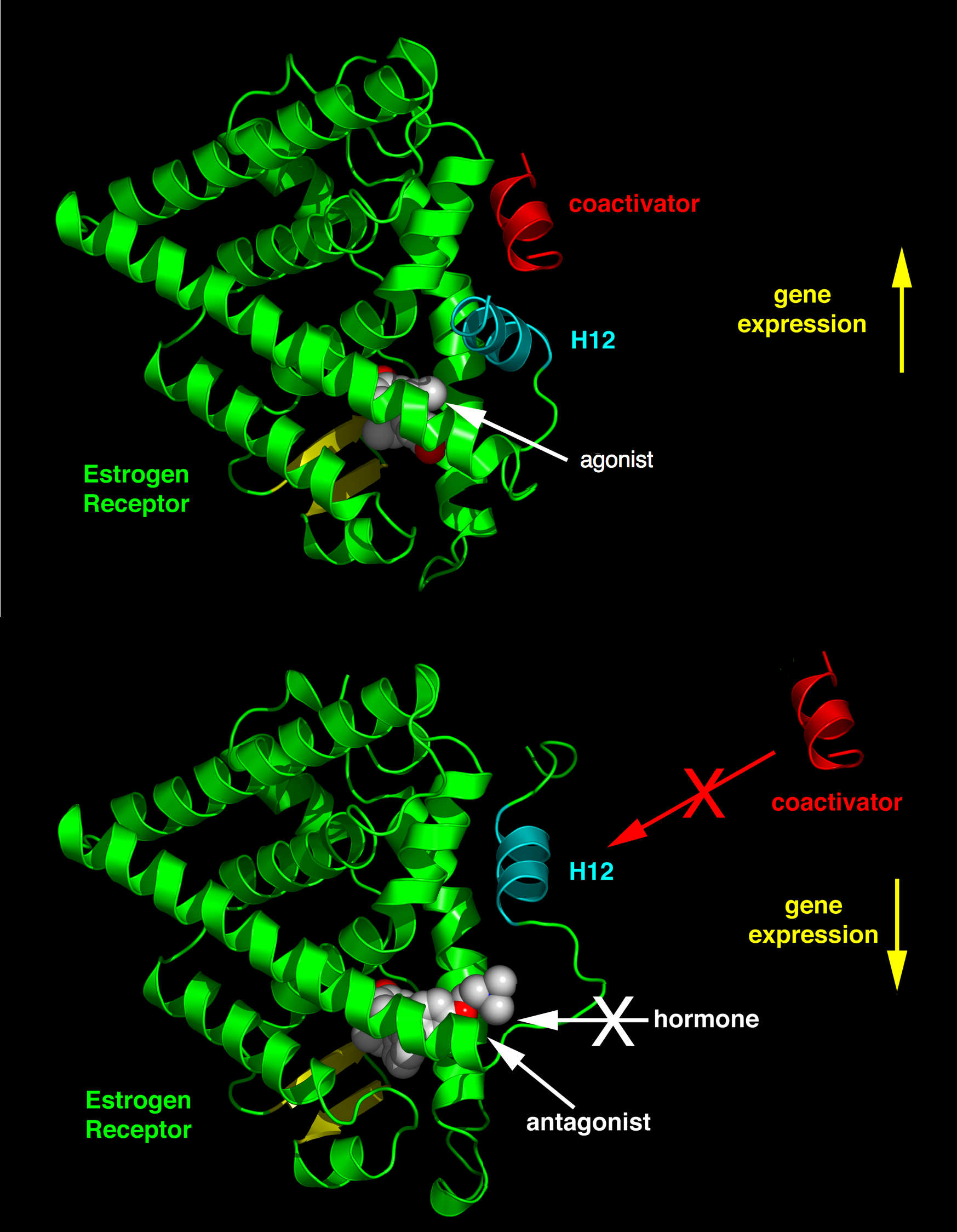
Obrázek 4: Strukturální základ mechanismu účinku agonistů a antagonistů estrogenových receptorů. Struktury zde zobrazené jsou domény vázající ligand (LBD) estrogenového receptoru (zelená kreslený diagram) v komplexu buď s agonistou diethyl (nahoře, PDB : 3ERD) nebo s antagonistou 4-hydroxytamoxifen (dole, 3ERT). Ligandy jsou znázorněny jako koule (bílý = uhlík, červený = kyslík). Když je agonista navázán na jaderný receptor, C-konec alfa helixu LBD (H12, světle modrá) je umístěn tak, že se může na povrchu LBD vázat na koaktivační protein (červený). Na obrázku je pouze malá část koaktivačního proteinu, tzv. NR box obsahující sekvenci aminokyselinové sekvence LXXLL. Antagonisté zaujímají stejnou vazebnou mezeru pro ligand u jaderného receptoru. Nicméně antagonistické ligandy mají navíc postranní řetězec, který stericky posune H12 tak, aby obsadil zhruba stejnou polohu v prostoru, jako se vážou koaktivátory. Proto je zablokována vázba koaktivátoru na LBD.

Estrogenní sloučeniny pokrývají spektrum aktivity v rozmezí od:
- Plné agonisty (agonistické ve všech tkáních), jako je přirozený endogenní hormon estradiol
- Smíšené agonisty / antagonisté (agonistické v některých tkáních, zatímco jiné antagonistické) jako tamoxifen (SERM).
- Čisté antagonisty (antagonistické ve všech tkáních), jako je fulvestrant .

SERM stimulují estrogenní působení v tkáních, jako je játra, kosti a kardiovaskulární systém, avšak blokují nežádoucí účinek estrogenu, (prsa a děloha).  Tato agonistická nebo antagonistická aktivita způsobuje různé strukturální změny receptorů, které vedou k aktivaci nebo potlačení estrogenových cílových genů.     SERM interagují s receptory difúzí do buněk a tam se vážou na ERa nebo ERp podjednotky, což vede k dimerizaci a strukturálním změnám receptorů. To usnadňuje interakce SERM s estrogenovými odezvovými prvky, což vede k aktivaci estrogenem indukovatelných genů a zprostředkování estrogenových účinků. 
Jedinečnou vlastností SERM je jejich selektivní aktivita v tkáních a buňkách. Existuje stále více důkazů o tom, že aktivita SERM je určena hlavně selektivní nábor korepresorů a koaktivátorů do ER cílových genů ve specifických typech tkání a buněk.    SERM mohou ovlivnit stabilitu koaktivačního proteinu a mohou také regulovat koaktivační aktivitu posttranslačními modifikacemi, např. fosforylací . Několik růstových signální dráh jako HER2 , PKC , PI3K je omezeno v reakci na léčbu anti-estrogenem . Koaktivátor 3 steroidních receptorů (SRC-3) je fosforylován aktivovanými kinázami, které také zvyšují jeho koaktivační aktivitu, ovlivňují buněčný růst a nakonec přispívají k rezistenci vůči lékům. 
Poměr ERa a ERp v cílovém místě může být dalším způsobem, jak ovlivnit SEM aktivitu . Vysoká hladina buněčné proliferace dobře koreluje s vysokým poměrem ERa: ERp, ale snížení buněčné proliferace koreluje s tím, že ERp je dominantní vůči ERα. Poměr ER v neoplastických a normálních prsních tkáních může být důležitý při zvažování chemoprevence pomocí SERM.    
Při pohledu na rozdíly mezi ERα a ERb jsou důležité funkce 1 (AF-1) a AF-2. Společně hrají důležitou roli v interakci s jinými koregulačními proteiny, které kontrolují transkripci genu .   AF-1 se nachází na amino konci ER a je pouze 20% homologní s ERa a ERβ. Na druhou stranu je AF-2 velmi podobný s ERa a ERβ a pouze jedna aminokyselina je jiná.  Studie ukázaly, že přepnutím oblastí AF-1 v ERα a ERβ se objevují specifické rozdíly v transkripční aktivitě. Obecně platí, že SERM mohou částečně aktivovat geny prostřednictvím ERα pomocí elementu estrogenního receptoru, nikoli však ERb.    Ačkoli raloxifen a účinná forma tamoxifenu mohou stimulovat AF-1-regulované reportérové geny jak ERa, tak ERp. 
Vzhledem k objevu, že existují dva ER podtypy, došlo k syntéze řady receptorových specifických ligandů, které mohou zapínat nebo vypnout určitý receptor.  Vnější tvar výsledného komplexu je tím, co tvoří katalyzátor pro změnu odezvy na SERM v cílové tkáni.    
Rentgenová krystalografie estrogenů nebo antiestrogenů ukázala, jak ligandy naprogramují receptorový komplex na interakce s jinými proteiny. Doména ER vázaná na ligand dokazuje , jak ligandy podporují a zabraňují vázání koaktivátoru v závislosti na tvaru estrogenového nebo antiestrogenního komplexu. Široká škála ligandů, které se vážou k ER, může vytvořit spektrum ER komplexů, které jsou zcela specifické. tj. estrogenní nebo antiestrogenní v cílovém místě.    Hlavním výsledkem vázání ligandu na ER je strukturální přesmyk místa vázající ligand, primárně v AF-2 C-terminální oblasti. Vazba ligandů na ER vede k tvorbě hydrofobní kapsy, která reguluje kofaktory a farmakologii receptorů. Správné skládání domény vázající ligand je nutné pro aktivaci transkripce a aby ER interagovala s řadou koaktivátorů. 
Koaktivátory nejsou jen proteinové partneři, kteří spojují místa dohromady v komplexu. Koaktivátory hrají aktivní roli při změně činnosti komplexu. Post-translační modifikace koaktivátorů může vést k dynamickému modelu působení steroidních hormonů cestami kináz multiplek iniciovaných receptory růstového faktoru buněčného povrchu. Pod vedením množství proteinových remodelerů pro vytvoření multiproteinového koaktivačního komplexu, který může interagovat s fosforylovaným ER na specifickém promotorovém místě genu, koaktivátor jádra nejprve musí přijmout specifickou sadu kokoaktivátorů. Proteiny, které koaktivátor jádra sestavuje jako jádro koaktivovaný komplex, mají jednotlivé enzymatické aktivity k metylaci nebo acetylaci sousedních proteinů. ER substráty nebo koenzym A mohou být polyubiquitinovány několika cykly reakce nebo v závislosti na vazebných proteinech mohou být buď aktivovány dále nebo degradovány proteasomem 26S. 
V důsledku toho účinná transkripce genu, která je naprogramována a cílená strukturou a fosforylačním stavem ER a koaktivátory je nutná pro dynamický a cyklický proces remodelační kapacity pro transkripční sestavení, po kterém je pak transkripční komplex okamžitě rutinně zničen proteasomy. 

## Struktura a funkce

### Vztahy mezi strukturou a aktivitou
Hlavní struktura SERM simuluje 17β-estradiol . Mají dva aromatické prstence oddělené 1-3 atomy (často typu stilbenu). Mezi dvěma fenylů jádra má SERM typicky 4-substituovanou fenylovou skupinu, která se váže k ER a vychází z polohy estratrieného jádra tak, že šroubovice 12 se pohybuje od kanálu receptoru a blokuje prostor, kde se koaktivátorové proteiny mohou normálně vázat a způsobit aktivitu agonisty ER. V jádrové části SERM se vyskytovalo mnoho změn, zatímco v postranním řetězci byly změny méně časté.  SERM mohou být klasifikovány podle jejich základní struktury.

#### Trifenylethyleny první generace

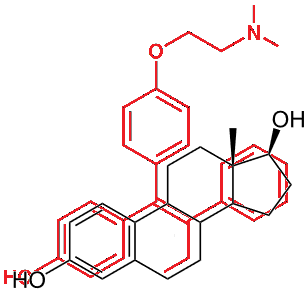
Obrázek 5: 4-hydroxytamoxifen (červená) překrytá 17p-estradiolem (černá)

První hlavní strukturní třída molekul typu SERM jsou trifenylethyleny. Stylbenové jádro (podobně jako nesteroidní estrogen diethylstilbestrol ) v podstatě napodobuje steroidní estrogeny, jako je 17p-estradiol, zatímco postranní řetězec se překrývá s 11. polohou steroidního jádra. Deriváty trifenylethylenu obsahují další fenylovou skupinu připojenou k ethylenové můstkové skupině. 3-polohová H-vazebná schopnost fenolů je významným požadavkem na ER vazbu. 

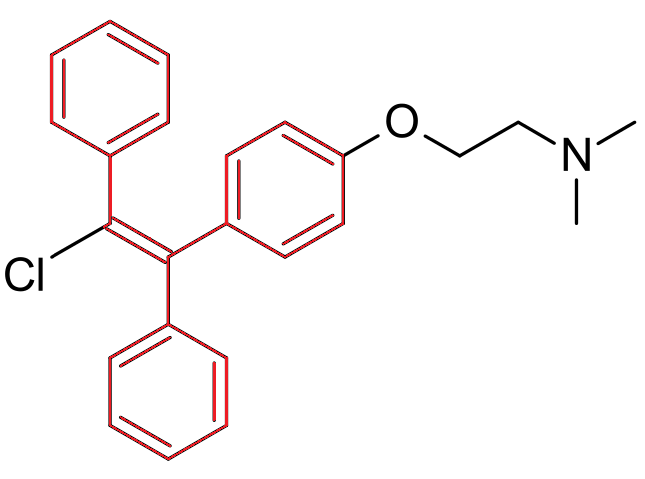
Obrázek 6: Transformace klomifenu s trifenyl-ethylenovou strukturou červeně.

První lék, klomifen (2- [4- (2-chlor-1,2-diphenylethenyl) fenoxy] -N, N-diethylethanamin, 2-hydroxy-1,2,3-propantrikarboxylát má chlorový substituent na ethylenovém postranním řetězci, který vytváří podobné vazebné afinity jako později objevený lék tamoxifen. Klomifen je směs estrogenních ( cis-formy ) a antiestrogenních isomerů ( trans-forma ).  Cis a trans jsou definovány z hlediska geometrických vztahů obou nesubstituovaných fenylových kruhů.  Dva izomery klomifenu mají různé profily, kde trans-forma má aktivitu podobnou tamoxifenu, zatímco cis-forma se chová spíše jako 17p-estradiol.  Cis je přibližně desetkrát účinnější než trans. Trans izomer je však nejsilnějším stimulátorem hypertrofie epiteliálních buněk, protože klomifen je antagonistický při nízkých dávkách a agonistický při vysokých dávkách.  Antagonistické isomery mohou způsobit inhibici estrogenních účinků v rakovině dělohy a prsu, ale estrogenní isomer by se mohl spojit s novými receptory za účelem produkce estrogen-podobných účinků v kostech. 

Obrázek 7: Chemická struktura tamoxifenu

Tamoxifen ((Z) -2- [4- (1,2-difenylbut-1-enyl) fenoxy] -N, N-dimethylethanaminu je první volba pro ženy s rakovinou prsu reagující na hormony, tj. rakovina prsu, která je jak ER, tak i progesteronem pozitivní. V USA je také podávána pro profylaktickou chemoprevenci u žen s vysokým rizikem rakoviny prsu.  Tamoxifen je čistý antiestrogenní trans-izomer a má rozdílné účinky u estrogenních cílových tkání v celém těle. Tamoxifen je selektivně antiestrogenní v prsu, ale v kostech estrogenu a rakovině endometria.  Tamoxifen podstupuje metabolismus fáze I v játre mikrozomálními enzymy cytochromu P450 (CYP) . Hlavními metabolity tamoxifenu jsou N-desmethyltamoxifen a 4-hydroxytamoxifen .
Krystalografická struktura 4-hydroxytamoxifenu  interaguje s aminokyselinami ER v doméně s vazbou na ligand.  Kontakt mezi fenolovou skupinou, molekulou vody a glutamátem a argininem v receptoru (ERα, Glu 353 / Arg 394) působí na vysokou vazebnou afinitu, takže 4-hydroxy tamoxifen s fenolickým kruhem, který se podobá kruhu A 17p- estradiol má více než 100krát vyšší relativní vazebnou afinitu než tamoxifen, který nemá fenol. Pokud je jeho skupina OH odstraněna nebo je změněna její pozice, je vazba vazby snížena.  
Trifenyl-ethylenová část a postranní řetězec jsou nutné pro navázání tamoxifenu na ER, zatímco u 4-hydroxytamoxifenu se vedlejší řetězec a fenylpropen neobjevují jako rozhodující konstrukční prvky pro vazbu na ER. Zdá se, že zásaditost a délka postranního řetězce hrají rozhodující roli v vazebné afinitě k tamoxifenu k ER ani k β-kruhu tamoxifenu, ale stylbena z tamoxifenu je nezbytná pro vazbu na ER. Tato hydroxylová skupina je zvláště důležitá pro ER vazbu 4-hydroxytamoxifenu a ethylový postranní řetězec tamoxifenu vyčnívá z oblasti vazby ligandu ER. 
Zřídka se tamoxifenu vyskytuje rakovina dělohy, návaly horka a tromboembolismy. Lék může také způsobit hepatokarcinomy u potkanů, pravděpodobně kvůli ethylové skupině stlbenového jádra tamoxifenu, které je předmětem allylové oxidační aktivace, která způsobuje alkylaci DNA a štěpení vlákna. Tento problém je později opraven v toremifenu.  Tamoxifen je nestálejší než raloxifen na cílových místech kvůli interakcím mezi aminokyselinou ER v Asp-351 a antiestrogenním postranním řetězcem SERM. Boční řetězec tamoxifenu nemůže neutralizovat Asp-351, takže místo allostericky ovlivňuje AF-1 na proximálním konci ER. Tato záležitost je doplněna o druhou generaci léku raloxifenu. 

Obrázek 8: Chemická struktura toremifenu

Toremifen (toremifenový citrát, viz obrázek 8), chemicky označený jako 2- (p - [(Z) -4-chlor-l, 2-difenyl-l-butenyl] fenoxy) derivát nesteroidního trifenyl-ethylenového antiestrogenu tamoxifen  s chlorovým substituentem v postranním řetězci ethylenu, který produkuje podobnou vazebnou afinitu k afinitě tamoxifenu.  Struktura a účinnost toremifenu je podobná struktuře tamoxifenu, ale má podstatné zlepšení ve srovnání se staršími léky, pokud jde o alkylaci DNA. Přítomnost přidaného atomu chloru snižuje stabilitu kationtů vytvořených z aktivovaných allylových metabolitů, a tím snižuje alkylační potenciál, a skutečně toremifen nevykazuje tvorbu DNA aduktu v hepatocytech hlodavců. Toremifen chrání před ztrátou kostní hmoty u modelů ovariektomizovaných potkanů a klinicky ovlivňuje markery resorpce kostí podobným způsobem jako tamoxifen.  Toremifen podstupuje metabolismus fáze I mikrozomálními enzymy cytochromu P450, jako je tamoxifen, ale především izoformou CYP3A4. Toremifen tvoří jeho dva hlavní metabolity N-desmethyltoremifen a deaminohydroxy-toremifen (ospemifen) tím, že podstoupí N-demethylation a deamination-hydroxylation. N-desmethyltoremifen má podobnou účinnost jako toremifen, zatímco 4-hydroxytoremifen má vyšší vazebnou afinitu k ER než toremifen.  4-hydroxytoremifen má podobnou roli jako 4-hydroxytamoxifen. 

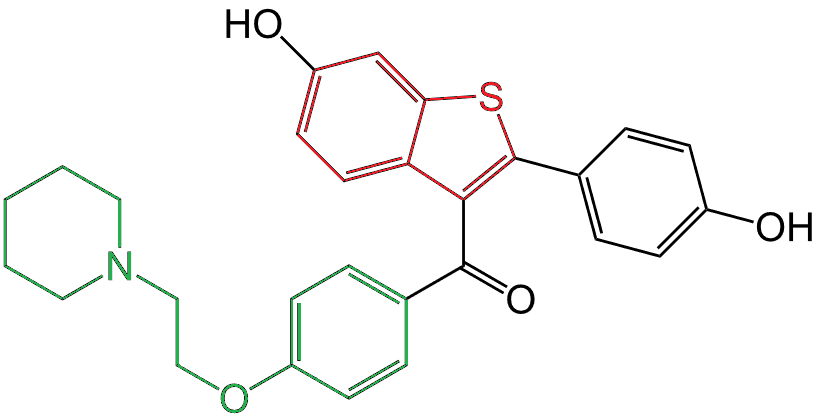
Obrázek 9: Raloxifen má benzothiofenovou skupinu (červeně) a je spojen s pružným karbonylovým závěsem na fenylový 4-piperidinoethoxy postranní řetězec (zeleně).

Raloxifen ([6-hydroxy-2- (4-hydroxyfenyl) -benzothiofen-3-yl] - [4- [2- (1 -piperidyl) ethoxy] fenyl] -methanon benzothiofen SERM léků. Má vysokou afinitu k ER se silnou antiestrogenní aktivitou a tkáňově specifickými účinky odlišnými od estradiolu.  Raloxifen je agonista ER v kostech a kardiovaskulárním systému, ale v prsní tkáni a endometriu působí jako ER antagonista. Je značně metabolizován glukuronidovou konjugací ve střevě a kvůli tomu má nízkou biologickou dostupnost pouze 2%, zatímco tamoxifen a toremifen je přibližně 100%. 
Výhodou raloxifenu proti trifenyl-ethylenem tamoxifenu je nižší účinek na dělohu. Ohebná kloubová skupina, stejně jako antiestrogenní fenyl 4-piperidinoethoxy postranní řetězec, jsou důležité pro minimalizaci děložních účinků. Vzhledem k své pružnosti může boční řetězec získat ortogonální uspořádání vůči jádru  tak, že amin postranního řetězce raloxifenu je o 1 A bližší než tamoxifen na aminokyselinu Asp-351 v doméně vázající ligandu ERa.  
Kritická úloha těsného vztahu mezi hydrofobním postranním řetězcem raloxifenu a hydrofobním zbytkem receptoru ke změně jak tvaru, tak náboje vnějšího povrchu komplexu SERM-ER byla potvrzena deriváty raloxifenu. Když se interakční vzdálenost mezi raloxifenem a Asp-351 zvýší z 2,7 Å na 3,5-5 Å, způsobuje zvýšený estrogen-podobný účinek komplexu raloxifen-ERa. Když je piperidinový kruh raloxifenu nahrazen cyklohexanem , ligand ztrácí antiestrogenní vlastnosti a stává se úplným agonistou. Interakce mezi antiestrogenním postranním řetězcem a aminokyselinou SERM Asp-351 je důležitým prvním krokem při tlumení AF-2. Přemístí šroubovice 12 z kapsy, která váže ligand, čímž se zabrání tomu, aby se koaktivátory vázaly na komplex SERM-ER.  

#### Třetí generace

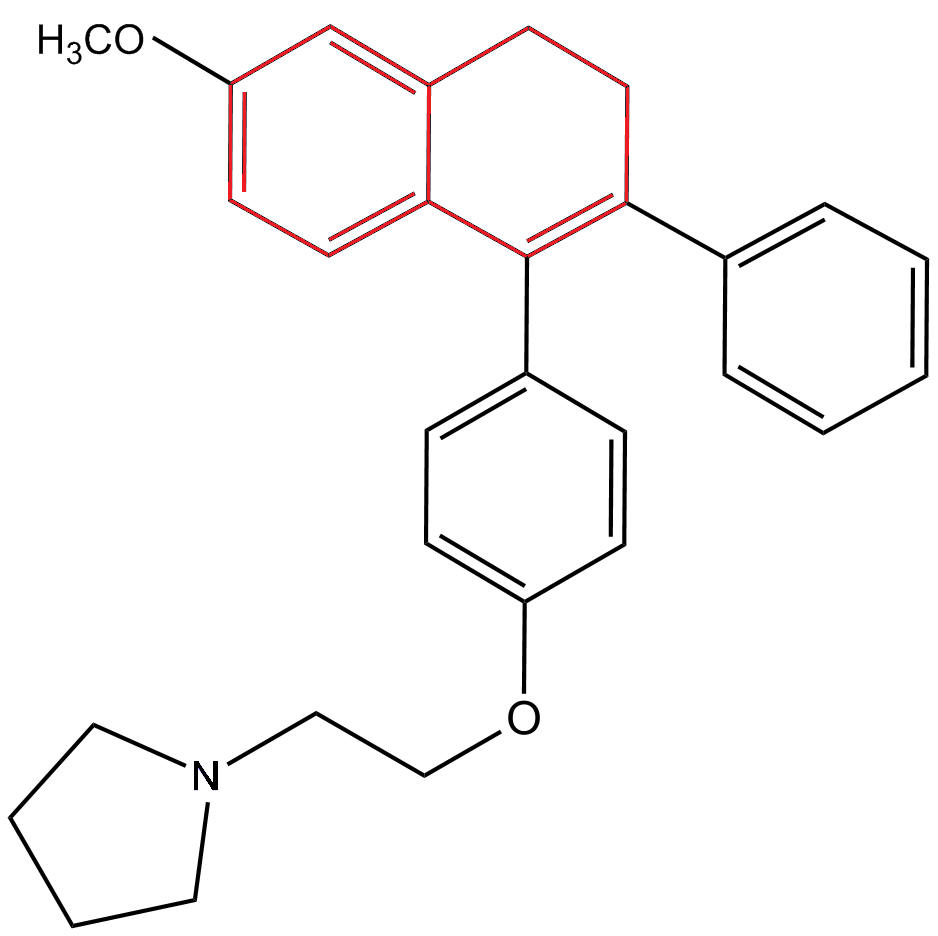
Obrázek 10: Chemická struktura nafoxidinu s dihydronaftalenovou skupinou červeně.

Sloučeniny třetí generace nevykazují žádnou stimulaci dělohy, zvýšenou účinnost, žádné významné zvýšení návalů tepla nebo dokonce kombinaci těchto pozitivních atributů. 
Modifikace prvního dihydronaftalenu SERM, nafoxidinu (viz obrázek 10), který byl klinickým kandidátem pro léčbu rakoviny prsu, ale měl vedlejší účinky včetně závažné fototoxicity, vedl k lasofoxifenu ((5R, 6S) -6-fenyl-5- - (2-pyrrolidin-l-yl-ethoxy) -fenyl] -5,6,7,8-tetrahydronaftalen-2-olu, viz obrázek 11). Nafoxidin má všechny tři fenyly omezené v koplanárním uspořádání jako tamoxifen. Při hydrogenaci se však redukuje dvojná vazba nafoxidenu a obě fenylly jsou cis-orientovány. Aminový postranní řetězec pak může přijmout axiální konformaci a lokalizovat tuto skupinu ortogonálně na rovinu jádra, jako je ralofoxifen a další méně uterotropní SERM.

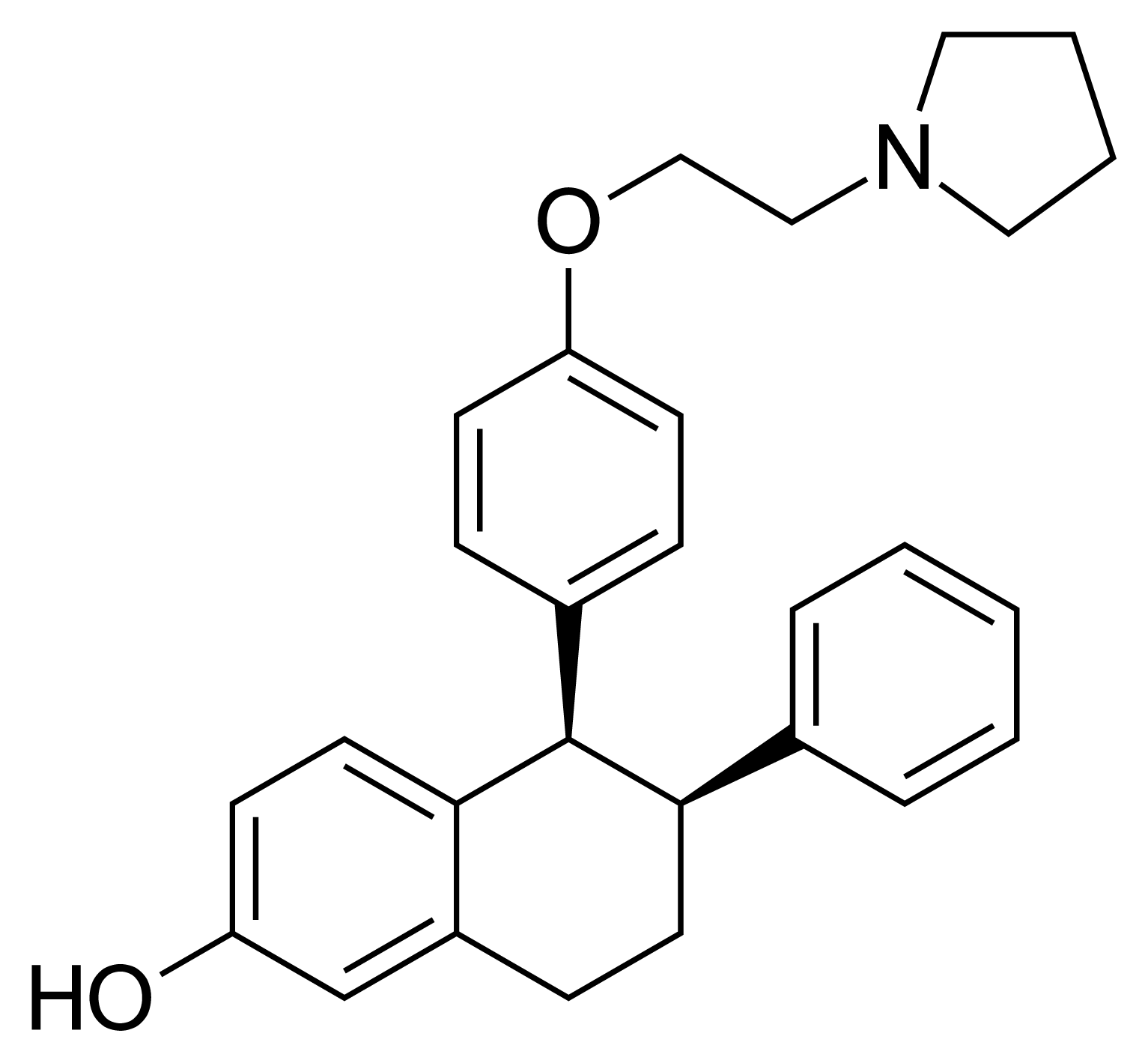
Obrázek 11: Chemická struktura lasofoxifenu ukazuje cis-orientované fenylly.

Lasofoxifen je jedním z nejúčinnějších inhibitorů SERM v ochraně před ztrátou kostní hmoty a snížením cholesterolu. Výrazná perorální účinnost lasofoxifenu byla přičítána snížené intestinální glukuronidaci fenolu.  Na rozdíl od raloxifenu lasofoxifen splňuje požadavek farmakoforového modelu, který předpovídá rezistenci na glukuronidaci střevní stěny. Strukturální požadavek je neplanární topologie se stérickým objemem v blízkosti roviny kondenzovaného bicyklického aromatického systému.  Interakce mezi ER a lasofoxifenem jsou v souladu se všeobecnými rysy rozpoznávání SERM-ER. Lasofoxifeny velkého ohebného postranního řetězce končí ve skupině s pyrolidinovou hlavou a prochází směrem ven směrem k povrchu proteinu, kde přímo narušuje polohování spirály AF-2. Mezi lasofoxifenem a Asp-351 vzniká solný most. Neutralizace náboje v této oblasti ER může vysvětlit některé antiestrogenní účinky vyvolané lasofoxifenem. 

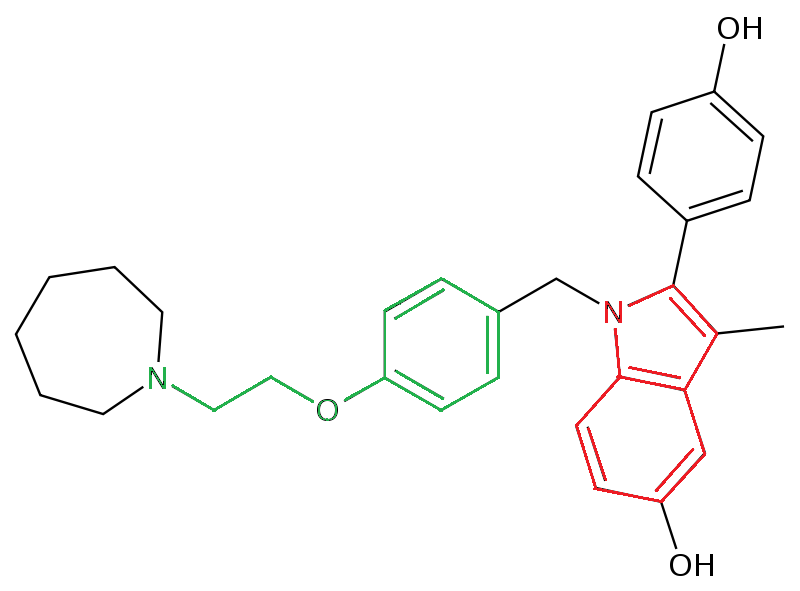
Obrázek 12: Bazedoxifen obsahuje indolový systém (červeně), který je připojen k aminové skupině přes benzyloxyethylový řetězec (zeleně).

Indolový systém sloužil jako základní jednotka v SERMs a pokud byl amin připojen k indolu benzyloxyethylem, ukázalo se, že výsledné sloučeniny nemají žádnou předklinickou aktivitu dělohy a zároveň šetří kosti krys při účinností v nízkých dávkách. Bazedofen je jednou z těchto sloučenin. Vazebná doména jádra sestává z 2-fenyl-3-methylindolu a hexamethylenaminového kruhu v oblasti ovlivněné postranním řetězcem. Metabolizuje se glukuronidací s absolutní biologickou dostupností 6,2%, což je 3krát vyšší než u raloxifenu. Má agonistické účinky na metabolismus kostí a lipidů, ale ne na endometrium prsu a dělohy.  Je dobře tolerován a nevykazuje žádné zvýšení výskytu návalů horka, hypertrofii dělohy nebo citlivosti prsu. 

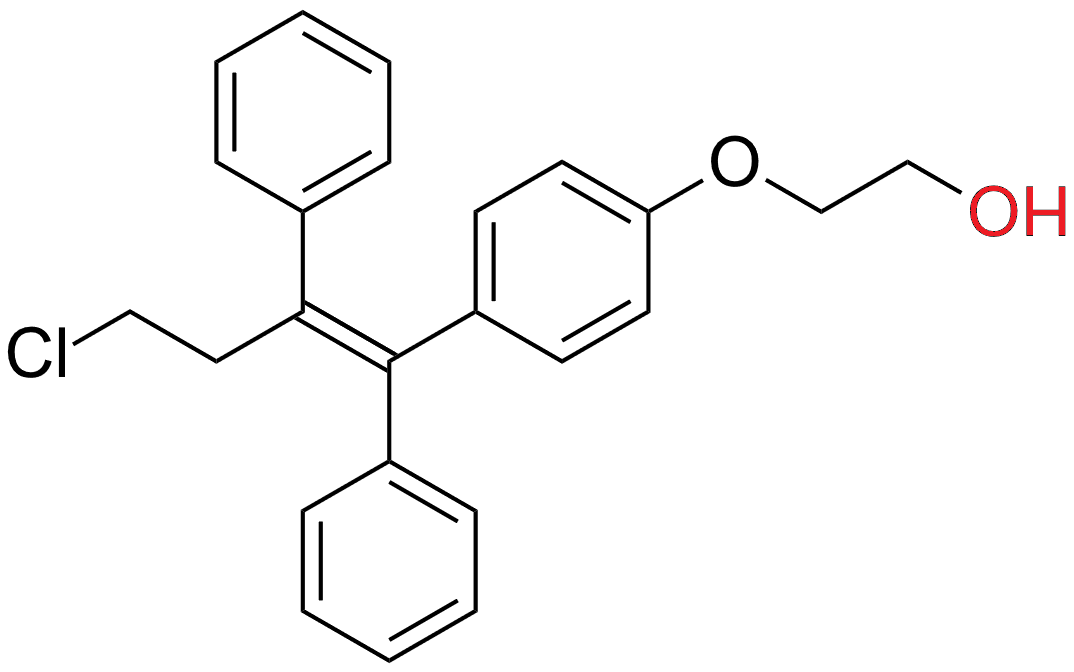
Obrázek 13: Chemická struktura ospemifenu. Koncové skupiny ethoxyskupiny s hydroxyskupinou (červeně) namísto dimethylaminoskupiny, analogicky jako SERM první generace.

Ospemifen (Z-2- (4- (4-chlor-l, 2-difenylbut-l-enyl) fenoxy) ethanol, viz obr. 13) je trifenyllethylen a známý metabolit toremifenu. Je strukturálně velmi podobný tamoxifenu a toremifenu. Ospemifen nemá 2- (dimethylamino) ethoxyskupinu jako tamoxifen. Vzorové studie vztahu mezi strukturou a aktivitou shodily, že odstraněním této skupiny agonistické aktivity tamoxifenu v děloze bylo významně sníženo, ale ne v kostním a kardiovaskulárním systému. Předklinické a klinické údaje ukazují, že ospemifen je dobře tolerován bez závažných vedlejších účinků. Výhody, které ospemifen může mít u ostatních SERM, je jeho neutrální účinek na návaly horka a účinek ER-agonisty na vagínu, což zlepšuje příznaky suché vagíny. 

### Způsoby vazby

Obrázek 14: ABCD steroidní kruhový systém v 17β-estradiolu.

SERM mají čtyři odlišné způsoby vazby na ER. Jedním z těchto rysů jsou silné vodíkové vazby mezi ligandem a ERa Arg-394 a Glu-353, které vytvářejí linii "A-kruhové kapsy" a pomáhají ligand ponechat ve vazbě na ER. Tím se odlišuje od 17p-estradiolu, který je vodikem vázán k His-524 v "D-kruhové kapse".  Jiné výrazná vazba na kapsu vázající ligand je s téměř rovinnou základu struktury typicky složené z biarylového heterocyklu , ekvivalentu A-kruhu a B-kruhu 17p-estradiolu na odpovídající vazebné místo ; objemný postranní řetězec z biarylové struktury, analogický k B-kruhu 17p-estradiolu a nakonec druhá vedlejší skupina, která je ekvivalentem C a D-kruhu a obvykle aromatické, naplní zbývající část kapsy, která váže ligand. 
Malé rozdíly mezi těmito dvěma podtypy ER byly použity k vývoji subtyp-selektivních ER modulátorů, ale vysoká podobnost mezi těmito dvěma receptory činí vývoj velmi náročný. Aminokyseliny v doménách vázajících ligand se liší ve dvou polohách, Leu-384 a Met-421 v ERa a Met-336 a Ile-373 v ERβ, ale mají podobné hydrofobní a objemy. Avšak tvary a rotační bariéra aminokyselinových zbytků nejsou stejné, což vede k rozlišení a- a β-čelní plochy vazebné dutiny mezi ERa a ERβ. To způsobuje ERa-preferenční vazbu ligandových substituentů, které jsou zarovnány směrem dolů k Met-336, zatímco substituenty ligandu vyrovnávané směrem vzhůru k Met-336 se pravděpodobněji vážou na ERp. Další rozdíl je u Val-392 v ERα, který je nahrazen Met-344 v ERβ. Vazebný objem ERb je o něco menší a tvar trochu odlišný od ERα. Mnoho ERp-selektivních ligandů má do značné míry rovinné uspořádání, protože vazebná dutina ERp je mírně užší než vazba ERa, nicméně to samo o sobě vede k mírné selektivitě. Pro dosažení silné selektivity musí ligand umístit substituenty velmi blízko k jednomu nebo více aminokyselinovým rozdílům mezi ERa a ERb, aby se vytvořila silná odpudivá síla vůči jinému receptoru podtypu. Kromě toho struktura ligandu musí být tuhá. Odrazující interakce mohou jinak vést ke konformační změně ligandu a tudíž k vytvoření alternativních vazebních režimů. 

#### Trifenylthyleny první generace
Tamoxifen je konvertován jaterním cytochromem P450 na 4-hydroxytamoxifen  a je selektivnějším antagonistou podtypu ERa než ERβ.  4-hydroxytamoxifen se váže na ER v rámci stejné vazné kapsy, která rozpoznává 17β-estradiol. Rozpoznání receptoru 4-hydroxytamoxifenu se zdá být kontrolováno dvěma strukturálními rysy 4-hydroxytamoxifenu, fenolického kruhu A a objemného postranního řetězce. Fenolový kruh A vytváří vodíkové vazby na boční skupiny ER Arg-394, Glu-354 a na strukturálně konzervovanou vodu. Objemný postranní řetězec, vyčnívající z vazné dutiny, posune šroubovice 12 z kapsy, která váže ligand, aby zakryla část vázací kapsy koaktivátoru. Tvorba komplexu ER-4-hydroxytamoxifenu získává proteiny korepresorů. To vede ke snížené syntéze DNA a inhibici estrogenové aktivity.  Clomifen a torimefen produkují vazebné afinity podobně jako tamoxifen.  Takže tyto dvě léčiva jsou selektivnějšími antagonisty podtypu ERa než ERβ. 

#### Benzothiofeny druhé generace

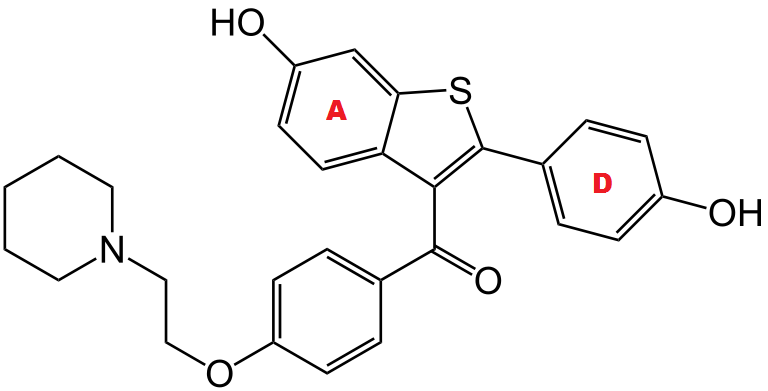
Obrázek 15: "A kroužek" (A) a "D kroužek" (D) označený v raloxifenu.

Raloxifen, podobně jako 4-hydroxytamoxifen, se váže na ERa s hydroxylovou skupinou svého fenolického kruhu "A" (viz obrázek 15) prostřednictvím vodíkových vazeb s Arg-394 a Glu-353. Navíc k těmto vazbám raloxifen tvoří druhou vodíkovou vazbu k ER přes boční skupinu His-524 kvůli přítomnosti druhé hydroxylové skupiny v "D kruhu" (viz obr. 15). Tato vodíková vazba je rovněž na rozdíl od mezi-17p-estradiolu a His-524, jelikož je imidazolový kruh His-524 otočen, aby působil proti rozdílu polohy kyslíku v raloxifenu a 17p-estradiolu. Stejně jako u 4-hydroxytamoxifenu, objemný postranní řetězec raloxifenu vytěsňuje šroubovice 12. 
Lasofoxifenová interakce s ERa je typická pro ty, které existují mezi SERM-ERα, jako je téměř rovinná topologie (tetrahydronaftalen karbocykl), vodíkové vazby Arg-394 a Glu-353 a fenylové postranní řetězce lasofoxifenu vyplňující C-kroužek a D-kroužek objemu kapsy pro vazbu ligandu. Lasofoxifen odvádí šroubovice 12 a zabraňuje vazbě proteinů koaktivátoru s motivy LXXLL. Toto je dosaženo lasofoxifenem zabírajícím prostor normálně naplněný boční skupinou Leu-540 a modulací konformace zbytků helixu 11 (His-524, Leu-525). Dále lasofoxifen přímo narušuje polohování helixu 12 ethylpyrrolidinovou skupinou léčiva.  Studie in vitro naznačují, že bazedoxifen kompetitivně blokuje 17β-estradiol vysokou a podobnou vazbou jak na ERa, tak na ERβ.  Hlavní vazebná doména bazedoxifenů sestává z 2-fenyl-3-methylindolu a hexamethylenaminového kruhu v oblasti postižené postranním řetězcem. 
Ospemifen je oxidační deaminovaný metabolit toremifenu, který má podobnou vazbu na ER s toremifenem a tamoxifenem. Kompetitivní vazba na ER a ERb tří metabolitů 4-hydroxy ospemifenu, 4'-hydroxy ospemifenu a 4-hydroxy-, postranního řetězce karboxylové kyseliny Ospemifen je alespoň tak vysoká jako původní sloučenina. 

## Historie
Objev SERMs způsobily pokusy vyvinout novou antikoncepci. Klomifen a tamoxifen zabraňovali oplodnění u potkanů, ale u člověka dělali opak. Klomifen úspěšně indukoval ovulaci u subfertilních žen a 1. února 1967 byl schválen v USA pro léčbu ovulační dysfunkce u žen, které se pokoušely otehotnit.  Toxikologické problémy znemožňují dlouhodobé užívání klomifenu a dalšímu vývoji léků pro další možné aplikace např. léčba a prevence rakoviny prsu . 

Obrázek 1: Historie zavedení na trh

Ke schválení tamoxifenu v prosinci 1977 jako hormonální léčbě a prevenci rakoviny prsu to trvalo dalších 10 let.  Objev z roku 1987, že SERMs tamoxifen a raloxifen , které byly tehdy považovány za antiestrogeny kvůli antagonistickým účinkům v prsní tkáni, vykazují estrogenní účinky při prevenci ztráty kostní hmoty u potkanů s ovariektomií, měl velký vliv na naše chápání funkce estrogenových receptorů a nukleárních receptorů obecně.  Termínem SERM se uvádějí tyto sloučeniny, které mají kombinaci agonisty estrogenu, částečného agonisty nebo antagonistické aktivity v závislosti na tkáni.  Ukázalo se, že toremifen je kompatibilní s tamoxifenem av roce 1996 byl schválen pro použití při léčbě rakoviny prsu u postmenopauzálních žen. 
Raloxifen původně selhal jako lék proti rakovině prsu kvůli špatným laboratorním výsledkům v porovnání s tamoxifenem  ale estrogenní účinky raloxifenu na kosti vedly k jeho znovuobjevení a schválení v roce 1997.  Byl schválena pro prevenci a léčbu osteoporózy a byl prvním klinicky dostupným SERM k prevenci jak osteoporózy, tak rakoviny prsu.  Ospemifen byl schválen dne 26. února 2013 pro léčbu mírné až těžké dyspareunie , která je příčinou vulvální a vaginální atrofie způsobené menopauzou . Kombinovaná terapie s konjugovanými estrogeny a bazedoxifenem SERM byla schválena dne 3. října 2013 pro léčbu vazomotorických příznaků spojených s menopauzou. Bazedoxifen se také používá k prevenci postmenopauzální osteoporózy.  Hledání silného SERM s účinností kostí a lepší biologickou dostupností než raloxifen vedlo k objevu lasofoxifenu.  Přestože byla lasofoxifen schválen v roce 2009, nebylauvedena na trh po dobu tří let od schválení, takže povolení na uvedení na trh propadla.  V Evropě je bazedoxifen indikován k léčbě osteoporózy u postmenopauzálních žen s vyšším rizikem zlomenin, zatímco v Indii byl ormeloxifen použit pro dysfunkční děložní krvácení a kontrolu porodnosti. 

## Příbuzná témata
- Estrogenní deprivační terapie
- Seznam selektivních modulátorů estrogenových receptorů
- Selektivní modulátor androgenního receptoru
- Selektivní odbourávání estrogenových receptorů
- Selektivní modulátor receptoru
- Časová osa vývoje léčby rakoviny